# こぶしのぶゆき
こぶし のぶゆき（1974年9月8日 - ）は、日本の声優、舞台俳優、元アニメスタッフ（制作進行）。京都府出身。賢プロダクション所属。本名・旧芸名は小伏 伸之（読みは同じ）。

## 来歴
高校卒業後からアニメ制作会社である、サンライズ、ボンズ、ジェー・シー・スタッフにて制作進行をしながら声優修業をしていた。
劇団ひまわり、勝田声優学院、スクールデュオ（1期生）を経て賢プロダクションに所属。
東京アニメーションカレッジ専門学校や、S&S Entertainment Schoolの声優・演劇コースにて、講師としても活動中。

## 人物
声種はハイバリトン。
役柄としては、コミカルに演じている。
特技は関西弁、京都弁、即興劇。趣味はミニ四駆、ARスポーツ『HADO』、レーザーガン・サバイバルゲーム、玩具収集。

## 出演
太字はメインキャラクター。

### テレビアニメ
2002年
- キャプテン翼（浦辺反次）
- サイボーグ009 THE CYBORG SOLDIER（青年、小山田勝）

2003年
- GAD GUARD（警官）
- カレイドスター（記者）
- ギルガメッシュ（馬場 他）
- 超ロボット生命体トランスフォーマー マイクロン伝説（ジム、ステッパー）

2004年
- 学園アリス（槙原、短気君 他）
- ケロロ軍曹（2004年 - 2008年、隊員A、村人、村長、Mr.ビックブリッジ、ラクガキの住人）
- 絢爛舞踏祭 ザ・マーズ・デイブレイク（若者）
- ごくせん（三年生B）
- 砂ぼうず（隊員、政府軍隊員）
- 陸奥圓明流外伝 修羅の刻（柳生又十郎宗冬、侍、捕り方、幕軍、幕軍兵士 他）
- 忘却の旋律（記者）

2005年
- 奥さまは魔法少女（ぬいぐるみ達C、議員C）
- 格闘美神 武龍（不良A）
- ギャラリーフェイク（警察無線 他）
- こてんこてんこ（浦島太郎、青鬼、おやすみ火山 他）
- SHUFFLE!（2005年 - 2007年、男A、KKK男子生徒） - 2シリーズ
- 絶対少年（客、危機管理アナリスト）
- ゾイドジェネシス（ドクゥ）
- ふしぎ星の☆ふたご姫（番人たち）
- ブラック・ジャック（2005年 - 2006年、ジョーズの手下、医師、研究員、村人） - 2シリーズ
- 雪の女王（街の人）
- ロックマンエグゼBEAST（2005年 - 2006年、ナビA、シャーベットマン、船員A、アナウンス、工場長 他） - 2シリーズ

2006年
- イノセント・ヴィーナス（ヨサク、研究員、秘書）
- おとぎ銃士 赤ずきん（カマキリナイトメアリアン）
- 乙女はお姉さまに恋してる（黒服）
- Canvas2 〜虹色のスケッチ〜（教師）
- CLUSTER EDGE（クラスター生徒）
- 彩雲国物語（和官吏）
- 女子高生 GIRL'S-HIGH（司会者）
- しにがみのバラッド。（桜の父）
- シュヴァリエ 〜Le Chevalier D'Eon〜（カリオストロ）
- 少年陰陽師（鵔）
- 涼宮ハルヒの憂鬱（コンピュータ研究会部長）
- すもももももも 地上最強のヨメ（義男、借金取りA、売人 他）
- 009-1（医師）
- デジモンセイバーズ（パンプモン）
- 半分の月がのぼる空（世古口司）
- ひぐらしのなく頃に（2006年 - 2007年、塾講師、室長、園崎義郎、無線の声、精肉店主 他） - 2シリーズ
- 護くんに女神の祝福を!（2006年 - 2007年、男子生徒、チンピラ〈劇中〉、生徒）
- 名探偵コナン（2006年 - 2024年、運転手、通行人、職人、二宮雅八、強盗犯C、強盗、新井猛三）
- 流星のロックマン（所員、バッター 他）
- ワンワンセレプー それゆけ!徹之進（ブリマロ、オオアナ、イリコ、ブレイン、司会者）

2007年
- アイドルマスター XENOGLOSSIA（マスター、サラリーマン）
- 京四郎と永遠の空（教師）
- 鋼鉄神ジーグ（アルフォンヌ、阿磨疎、アナウンス）
- CODE-E（編集者、TVリポーター）
- GR-GIANT ROBO-（チャド）
- スカルマン（アナウンス、兵藤次官）
- 逮捕しちゃうぞ フルスロットル（カメラマン）
- デルトラクエスト（ミルン）
- BACCANO! -バッカーノ!-（ペッチョ）
- 魔人探偵脳噛ネウロ（浅田忠信）
- らき☆すた（成実きよたか）
- ロミオ×ジュリエット（憲兵）

2008年
- CLANNAD 〜AFTER STORY〜（サッカー部部員）
- 夏目友人帳（2008年 - 2016年、一つ目の鬼、毛むくじゃらの妖怪） - 2シリーズ
- ミチコとハッチン（マルコ）

2009年
- 宇宙をかける少女（隊長）
- 空を見上げる少女の瞳に映る世界（魔導士C、艦長）
- にゃんこい!（マサ）
- Phantom 〜Requiem for the Phantom〜（舎弟）

2010年
- ダンス イン ザ ヴァンパイアバンド（ロムルス）
- パンティ&ストッキングwithガーターベルト（校長）

2011年
- 境界線上のホライゾン（2011年 - 2012年、小西、B2T3、隊長、提督） - 2シリーズ
- ダンボール戦機（鹿野ギンジ、グンソウ、黒服）
- ドラえもん（テレビ朝日版第2期）（2011年 - 2022年、係員、郵便集配員、パン店主、老人、おじさん 他）

2012年
- 氷菓（クイズ研究会部長）
- BTOOOM!（03〈チームの仲間〉）

2013年
- ガンダムビルドファイターズ（白衣の男）
- 銀の匙 Silver Spoon（別府太郎）
- 黒魔女さんが通る!!（あ・くま）
- サムライフラメンコ（2013年 - 2014年、園田、公安）
- ちはやふる2（係員）

2014年
- SHIROBAKO（2014年 - 2015年、葛城剛太郎、制作デスク）
- ソードアート・オンライン シリーズ（2014年 - 2020年、テッチ） - 2シリーズ
- 忍たま乱太郎（2014年 - 2022年、忍術塾の塾生D、うどん屋、農夫、カッパ、村人 他）
- パックワールド（ドーム先生）
- バディ・コンプレックス（ドン・ナッハー、カガン、リャザン隊副官、連合軍教官）
- 弱虫ペダル GRANDE ROAD（先生）

2015年
- 学戦都市アスタリスク（ランディ・フック）

2016年
- モブサイコ100（教育係）

2017年
- 青の祓魔師 京都不浄王篇（祓魔師、門徒）
- かみさまみならい ヒミツのここたま（ジャクソン 父）
- スナックワールド（タルタル、ゾンビクマ、デュラハン、ズキン）
- 賭ケグルイ（2017年 - 2019年、真能寺） - 2シリーズ
- クレヨンしんちゃん（2017年 - 2023年、どびん虫、ブリワンくん、小太りの男、西川、保礼やすし 他）
- 銀魂.（ダイ）

2018年
- 一人之下 羅天大醮篇（高寧、鄭子布）
- ウマ娘 プリティーダービー（観客）
- バキ（不良B）

2019年
- 荒野のコトブキ飛行隊（トキワギ）

2020年
- デュエル・マスターズ キング（2020年 - 2021年、ザンコック）
- Jヒーローズ THE ANIMATION

2021年
- ふしぎ駄菓子屋 銭天堂（同級生、佐々木）
- 不滅のあなたへ（2021年 - 2022年、ウーロイ） - 2シリーズ

2022年
- 異世界迷宮でハーレムを（ビッカー）

2024年
- 百千さん家のあやかし王子（雲入道）
- 休日のわるものさん（マスター）
- 七つの大罪 黙示録の四騎士（タンタル、聖騎士）
- 終末トレインどこへいく?（トキワマンF）
- パズドラ（チャマメ星人）
- 科学×冒険サバイバル!（2024年 - 2025年、クムボ）
- オーイ!とんぼ（男性）

2025年
- この会社に好きな人がいます（山本）

### 劇場アニメ
2006年
- 永遠の法（ロベルト）

2007年
- 真救世主伝説 北斗の拳 ラオウ伝 激闘の章
- 超劇場版ケロロ軍曹2 深海のプリンセスであります!（船員）
- ベクシル 2077日本鎖国（秘書官）

2009年
- 天上人とアクト人最後の戦い（艦長）

2011年
- 鋼の錬金術師 嘆きの丘の聖なる星（運転士）

2012年
- 映画　スマイルプリキュア! 絵本の中はみんなチグハグ!（浦島太郎）

2015年
- 映画ドラえもん のび太の宇宙英雄記（秘書）

2017年
- ゴーちゃん。〜モコとちんじゅうの森の仲間たち〜（警察官）
- 名探偵コナン から紅の恋歌（AD）

2020年
- 劇場版 SHIROBAKO（葛城剛太郎）

### OVA
2005年
- I"s Pure（寺谷靖雅）
- 戦闘妖精少女 たすけて! メイヴちゃん（MC）
- MUNTO 時の壁を越えて（クラス委員〈男子〉）

2006年
- 名探偵コナン 消えたダイヤを追え! コナン・平次vsキッド!（会社員）
- 水木しげるの妖怪ワールド 恐山物語（ほいほい火B）

2012年
- タイトロープ（医者）

### Webアニメ
- 涼宮ハルヒちゃんの憂鬱（2009年、コンピ研部長）
- にょろーん ちゅるやさん（2009年、コンピ研部長）
- 異世界居酒屋〜古都アイテーリアの居酒屋のぶ〜（2018年、フランク、客）
- 範馬刃牙（2021年、不良B）
- SAND LAND: THE SERIES（2024年、スコーン）
- トミカヒーローズ ジョブレイバー 特装合体ロボ（2024年、フードブレイバー スシロー アドトラック）

### ゲーム
2000年
- タツノコファイト（アンドロ軍団、ギャラクターの皆さん）

2004年
- 幻想水滸伝IV（ウゲツ）

2006年
- I"s Pure（寺谷靖雅）

2007年
- クレヨンしんちゃんDS 嵐を呼ぶ ぬってクレヨ〜ン大作戦!
- 涼宮ハルヒの約束（コンピ研部長）
- ルミナスアーク（ポロンポロン）

2008年
- イレギュラーハンターX
- 涼宮ハルヒの戸惑（コンピ研部長）

2010年
- Call of Duty:Black Ops（ジョン・F・ケネディ）

2011年
- 涼宮ハルヒの追想（コンピ研部長）
- ゼルダの伝説 スカイウォードソード
- ダンボール戦機（鹿野ギンジ）

2013年
- 境界線上のホライゾン PORTABLE（小西）

2016年
- 学戦都市アスタリスクフェスタ 鳳華絢爛（ランディ・フック）

2020年
- プリンセスコネクト！Re:Dive（アゾールド）

2024年
- 百英雄伝 (ピーター）

2025年
- モンスターハンターワイルズ

### ドラマCD
- バイトでウィザード（2004年、夏目一郎）
- 月に狼（2005年、男客、男）
- 棺担ぎのクロ。〜懐中旅話〜（2007年、客1）

### 吹き替え

#### 映画
- ICHIGEKI 一撃
- エアポート・アドベンチャー クリスマス大作戦（ティモシー・ウェリントン〈ビーフ〉〈ブレッド・ケリー〉）
- カンガルー・ジャック
- キラータトゥー 狂気の彫り師（ドッグ〈ペットターイ・ウォンカムラオ〉）
- キング・コング
- ケイブマン
- 荒野のマニト
- サイコメトリー 〜残留思念〜（ヤンス〈イ・ジュンヒョク〉）
- 人生狂騒曲
- スパイキッズ3-D:ゲームオーバー
- セルラー（チャッド〈エリック・クリスチャン・オルセン〉）※ソフト版
- タイムキッド
- チアリーダー忍者
- N.Y.式ハッピー・セラピー
- ネバーエンディング・ストーリー
- バットマン ビギンズ
- ヒロイック・デュオ 英雄捜査線
- ブラック・ダイヤモンド
- マーシャル・エンジェル
- マトリックス レボリューションズ
- みえない雲
- モテる男のコロし方
- ラスベガスをぶっつぶせ（マイルズ・コノリー）
- ローカルボーイズ

#### テレビドラマ
- ER緊急救命室
  - シーズン9 #16（レビン〈クリス・パイン〉）
  - シーズン11 #2（カイル・スキナー〈ダミアン・ミッドキフ〉）
- コールドケース 〜真実の扉〜
- スーパーナチュラル
- デュークス・オブ・ハザード（シーヴ）
- ワンス・アポン・ア・タイム・イン・チャイナ/少林故事

#### テレビ番組
- セサミストリート（ベビー・ベア、バークレー、アラン、ベニー）※テレビ東京版、DVD版

#### アニメ
- アクアキッズ（ロボット01）
- キム・ポッシブル
- クラスメイトはモンキー（ホーンビル先生）
- ドックはおもちゃドクター（チリー）
- トランスフォーマー アーススパーク（ジョウブレイカー[33]）
- ミュータント タートルズ（ハン）
- リトル・ポーラ・ベア しろくまラルス

### 特撮
- 武蔵忍法伝 忍者烈風（2017年、超鋼祈願ササヅカインの声）
- 機界戦隊ゼンカイジャー（2021年、メンワルドの声[34]）

### テレビドラマ
- うしろの百太郎（不良）
- 元禄繚乱

### テレビ番組
- めちゃ×2イケてるッ!（山本ダンサーズ）

### ナレーション
- 服部名人の熟練の沖釣り
- 楽釣宣言

### ラジオCM
- 一馬
- DOCOMO iモード

### 舞台
- にごり江（長吉）
- 改造人間哀歌2（太滝セバスチャン一哉）
- カプセル兵団「DUSTSHOOTER－ダストシューターズ－」（バーキン博士）
- カプセル兵団「月光条例〜月光編〜」原作：藤田和日郎（はだかの王様）
- カプセル兵団「月光条例〜カグヤ編〜」原作：藤田和日郎（はだかの王様）
- 劇団マペヲ「シン・マペヲ-1.0」[35]

## 制作進行

### テレビアニメ（制作進行）
- 疾風!アイアンリーガー（1993年）
- 機動武闘伝Gガンダム（1994年）
- 機巧奇傳ヒヲウ戦記（2000年）

### OVA（制作進行）
- 疾風!アイアンリーガー 銀光の旗の下に（1994年）
- 機動戦士ガンダム 第08MS小隊（1996年）

### 劇場アニメ（制作進行）
- 機動戦士ガンダム 第08MS小隊 ミラーズ・リポート（1998年）

## ディスコグラフィ

### キャラクターソング
| 発売日        | 商品名                                        | 歌 | 楽曲                 | 備考                                             |
| ------------- | --------------------------------------------- | --- | -------------------- | ------------------------------------------------ |
| 2017年3月22日 | ソードアート・オンライン ソングコレクションII | ユウキ（悠木碧）、シウネー（嶋村侑）、ジュン（山下大輝）、テッチ（こぶしのぶゆき）、タルケン（田丸篤志）、ノリ（田野アサミ）、アスナ（戸松遥） | 「Sleepless Legend」 | テレビアニメ『ソードアート・オンラインII』関連曲 |

### シリーズ一覧
1. ↑  第1期（2005年）、第2期『MEMORIES』（2007年）
2. ↑  『ブラック・ジャック』（2005年）、続編『ブラック・ジャック21』（2006年）
3. ↑  『BEAST』（2005年 - 2006年）、続編『BEAST+』（2006年）
4. ↑  第1期（2006年）、第2期『解』（2007年）
5. ↑  第1期（2008年）、第5期『伍』（2016年）
6. ↑  第1期（2011年）、第2期『II』（2012年）
7. ↑  第2期『II』（2014年）、第3期後半『アリシゼーション War of Underworld』第2クール（2020年）
8. ↑  第1期（2017年）、第2期『××』（2019年）
9. ↑  第1シリーズ（2021年）、第2シリーズ（2022年）